# 足澤一成
足澤 一成（あしざわ いっせい(かずなり、とも)、1966年 - ）は、日本のインド文学研究者。インド古典文学理論専攻、Ph.D.印度学宗教学会所属。「聖者たちのインド」にて「ラジニーシ教団」を担当した。

## 人物・経歴
1966年生まれ。1988 東北大学文学部印度学仏教史学、1990 東北大学研究科 印度学仏教史学、2000 プネー大学(University of Pune) 外国語学研究科 サンスクリット文学理論。専攻は、インド古典文学理論。Ph.D. 外務省専門調査員（在ムンバイ-日本国総領事館勤務）2000年。 独立行政法人 国際交流基金嘱託職員、別府南無の会幹事。インド文学についての論述あり。2006年3月まで愛知文教大学で常勤講師を勤めインド・仏教学の演習、卒業論文指導を行っていた。

## 論文
- Cinii
- 修辞技法ドリシュターンタ--文学註釈家のドリシュターンタ理解を参考にして （2000）
- サンスクリット戯曲は娯楽か--インド文学理論の示す道 （2005）
- インド文学としての俳句--インド文学理論で俳句評論は可能か? （2006）
- 修辞技巧(alankara)「描写(svabhava-ukti)」(2010）
- Figures of Speech in Mallinatha's Commentary on Meghaduta （2004）